# Cruceros clase Cervera
La clase Cervera fue una serie de tres cruceros ligeros pertenecientes a la Marina de guerra española, autorizados por la llamada Ley Miranda de 17 de febrero de 1915, botados en Ferrol entre 1927 y 1930.

## Diseño

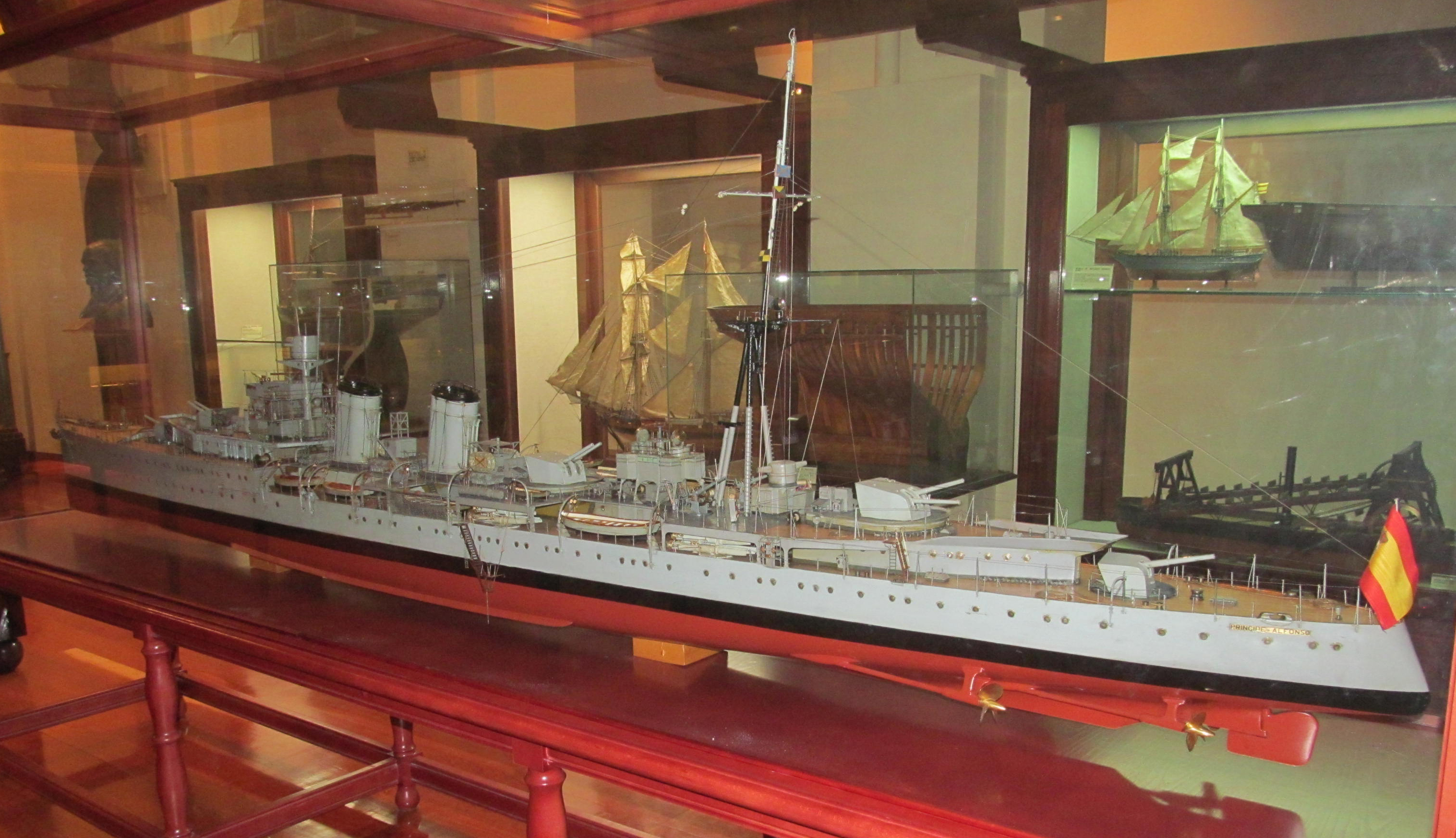
Maqueta del crucero Príncipe Alfonso en el Museo Naval de Madrid.

Los créditos autorizados de la Ley Miranda de 1915 caducaron en diciembre de 1921 y no se habían agotado. Ese dinero se había utilizado, entre otros, para construir los cruceros ligeros de la clase Blas de Lezo. Para continuar con las construcciones, el ministro de Marina José Gómez Acebo impulsó una ley del 11 de enero de 1922. El 11 de julio de 1922 que autorizaba la construcción de los 2 primeros cruceros. En 1925, con Honorio Cornejo se aprobó la construcción de la tercera unidad, el Miguel de Cervantes.
Los buques fueron diseñados por el ingeniero naval Philip Watts. Su diseño estaba basado en los cruceros ligeros de la clase Emerald (en:Emerald-class cruiser), pero disponían de todas las calderas agrupadas, lo cual reducía el número de sus chimeneas a dos. Su armamento principal, estaba compuesto por cañones Vickers de 6 pulgadas (151 mm) en montajes simples en las posiciones "A" e "Y" y montajes dobles en las posiciones "B", "Q" y "X", lo que implicaba una andanada lateral de ocho cañones, tres en caza y tres en retirada. Su construcción fue aprobada en 1915 pero debido a la Primera Guerra Mundial, su construcción se vio retrasada hasta 1917.
El Galicia y el Miguel de Cervantes fueron sometidos a una extensa modificación en la década de 1940. El montaje de la posición "Q" fue reemplazado por una catapulta de vapor para lanzar un hidroavión y los montajes simples fueron sustituidos por montajes dobles, lo que le permitía mantener una andanada lateral de ocho cañones, cuatro en caza y cuatro en retirada. También se añadieron cañones antiaéreos a los tres buques.

## Historial
La clase estuvo compuesta por tres unidades, una de las cuales, inicialmente llamada Príncipe Alfonso, cambió dos veces de nombre, bajo cada uno de los tres regímenes políticos bajo los cuales sirvió, pasando a llamarse Libertad con la caída de la monarquía y Galicia tras la Guerra Civil.
Tuvieron una participación muy activa en la guerra civil el Libertad y el Miguel de Cervantes en el bando republicano y el Cervera en el bando nacional, siendo el Cervera conocido como “El Chulo del Cantábrico”, dada la impunidad con que minaba puertos y cañoneaba poblaciones costeras como Gijón, Santander o la base de submarinos republicanos en Portugalete.

## Buques de Clase Cervera
| Nombre                                | Astillero    | Botado | Baja | causa                | imagen |
| ------------------------------------- | ------------ | ------ | ---- | -------------------- | ------ |
| Almirante Cervera                     | SECN-Ferrol  | 1925   | 1965 | Retirado/desguazado  |        |
| Príncipe Alfonso / Libertad / Galicia | Bazán-Ferrol | 1925   | 1970 | Retirado/desguazado  |        |
| Miguel de Cervantes                   | Bazán-Ferrol | 1928   | 1964 | Retirado/desguazado; |        |